# آلان ام. تیلور
آلان ام. تیلور (Alan M. Taylor) (متولد ۱۵ نوامبر ۱۹۶۴)، استاد برجسته اقتصاد و مالیه در دانشگاه کالیفرنیا، دیویس است. وی همچنین همکار پژوهشی در دفتر ملی پژوهش اقتصادی و عضو پژوهشی در دفتر ملی پژوهش سیاست اقتصادی می‌باشد.

## اوایل زندگی و حرفه
تیلور در یورکشر متولد شد، به مدرسه دستور زبان ملکه الیزابت در ویکفیلد رفت و طی یک بورسیه آموزشی باز وارد کالج کینگ در دانشگاه کمبریج شد. پس از سپری نمودن امتحان نهایی ریاضی، او در ۱۹۸۷ میلادی با درجه ممتاز فارغ‌التحصیل گردیده و پس از دریافت فلوشیپ افتخاری جوسیف هادجز کاوتی، به دانشگاه هاروارد راه یافت. او در ۱۹۹۲ میلادی دکترای تخصصی خود را در رشته اقتصاد، با تخصص در تاریخ اقتصادی و اقتصاد بین‌المللی، از دانشگاه هاروارد به‌دست‌آورد؛ او در این‌جا نزد جیفری ویلیامسون و موریس آبستفیلد آموزش دید و از آن‌ها الهام گرفت. پس از تکمیل نمودن یک فلوشیپ قبل و بعد از دوره دکترا در برنامه دانشمندان آکادمی هاروارد، او در پست‌های مختلف در دانشکده اقتصاد دانشگاه نورث‌وسترن، دانشگاه کالیفرنیا، دیویس و دانشگاه ویرجینیا خدمت نمود. او در ۲۰۰۴ میلادی کمک‌هزینه (فلوشیپ) گوگنهایم را به‌دست‌آورد. در ۲۰۰۹–۱۰ میلادی به عنوان فلو هوبلون-نورمان/جرج در بانک انگلستان گماشته شد. او همچنین چندین سمت موقتی در دانشگاه استنفورد، مدرسه اقتصاد لندن و مدرسه کسب‌وکار لندن داشته‌است. تیلور برای مدتی از فعالیت دانشگاهی فاصله گرفت، از ۲۰۱۰–۱۱ میلادی به عنوان مشاور ارشد شرکت مورگان استنلی مقیم در نیویورک و لندن خدمت نموده و روی بازارهای در حال ظهور و کلان جهانی کار می‌کرد و در ۲۰۱۹ میلادی به عنوان مشاور ارشد پیمکو (PIMCO) مقیم نیوپورت بیچ خدمت نمود.

## پژوهش و آثار
تیلور ۱۰ کتاب و بیش از ۸۰ مقاله علمی در مورد مسائل اقتصاد بین‌الملل، تجارت، مالی، رشد و اقتصاد کلان نوشته یا ویرایش نموده‌است که بیشتر با تخصص دیگر وی در تاریخ اقتصاد مرتبط می‌باشد. او به عنوان استاد/مهمان در بانک‌های مرکزی و سازمان‌های بین‌المللی حضور داشته، چندین کمک بلاعوض از نهاد ملی علوم به‌دست آورده و توسط سایر نهادهای اهداکننده کمک‌های بلاعوض، از جمله مؤسسه تفکر جدید اقتصادی، تأمین مالی شده‌است. او، همراه با رابرت فرینسترا، نویسنده کتاب درسی اقتصاد بین‌الملل (انتشارات ورث) است که به‌طور گسترده مورد استفاده قرار می‌گیرد.

### تاریخ اقتصادی آرژانتین
تیلور در دهه ۱۹۹۰ میلادی کارهای در عرصه تاریخ اقتصادی آرژانتین انجام داده و این کارها را با رسالهٔ تحقیقی خود آغاز نمود، رساله‌ای که برنده جایزه جرسکینکرون از سوی انجمن تاریخ اقتصادی شد. کار وی متمرکز بر عوامل واقعی و مالی درازمدت در توسعه بطی پس از ۱۹۱۴ میلادی بوده و او نظریه عمومی در رابطه با این‌که انحراف نسبی تنها پس از ۱۹۴۵ میلادی در عصر پرون و بعدتر آغاز شد را به چالش کشید. او به همکاری با جراردو دیلا پاولیرا ادامه داده و با وی چندین مقاله نوشت، یک کتاب (کشش در یک قلاب، انتشارات دانشگاه شیکاگو) و یک جلد ویرایش شده (تاریخ اقتصادی جدید آرژانتین، انتشارات دانشگاه کمبریج) منتشر کرد. انجمن تاریخ اقتصادی با اعطای جایزه کول از کار آن‌ها قدردانی نمود.

### سه‌راهی
در اواسط دهه ۱۹۹۰ میلادی، تیلور یک همکاری مثمر را با آبستفیلد آغاز نموده و تکامل هم‌بندی مالی بین‌المللی و اقتصاد کلان در درازمدت را به‌طور دقیق مورد مطالعه قرار دادند. کار آن‌ها با اعطای جایزه سانوا مورد تقدیر قرار گرفته و طی چندین مقاله و یک کتاب (بازارهای سرمایه جهانی، انتشارات دانشگاه کمبریج) به چاپ رسید. در ۱۹۹۷ میلادی، آبستفیلد و تیلور نخستین افرادی بودند که اصطلاحِ حالا-استاندارد «سه‌راهی» را در حوزه اقتصاد معرفی نمودند که برای تشریح بِده‌بستان در سیاست اقتصاد کلان میان نرخ‌های ثابت ارز، بازارهای باز سرمایه و آزادی سیاست مالی مورد استفاده قرار می‌گیرد. طی یک کار مشترک با جی شامباگ، آن‌ها نخستین روش‌ها را برای تأیید تجربی این فرضیه مرکزی، اما تاهنوز آزمایش نشده، در اقتصاد کلان بین‌المللی ایجاد نمودند.

### اقتصاد نرخ‌های ارز
از اواخر دهه ۱۹۹۰ میلادی به بعد، تیلور یک رشته کارهای انجام داده‌است که روی اقتصاد نرخ ارز متمرکز می‌باشد. او چندین مقاله تأثیرگذار در مورد رفتار درازمدت نرخ مبادله و فرضیه برابری قدرت خرید نوشته‌است. اخیراً او پیرامون رفتار کوتاه-مدت نرخ ارز نوشته‌است، به‌ویژه برای ارزیابی مبادله انتقالی (carry trade) و سایر استراتژی‌های تبادل ارز. در هر دو حالت کوتاه و دراز مدت، او به پژوهش روی نقش متغیرهای غیرخطی در تعیین نرخ ارز پرداخته‌است. همکاران اصلی وی در این حوزه پژوهشی شامل: آبستفیلد، مارک تیلور (به هم بستگی ندارند) و اوسکار جوردا.

### اعتبار، بحران مالی و اقتصاد کلان
تیلور در کارهای خود پس از بحران مالی جهانی بیشتر به نقش وام بانکی پرداخته‌است، چون این وام‌ها به رویدادهای بحران مالی و کسادی مرتبط است. تیم تیلور و موریتز سکولرایک نخستین مجموعه ارقام درازمدت از وام‌های بانکی ۱۴ کشور را از ۱۸۷۰ میلادی به بعد جمع‌آوری نمودند و در مقاله ۲۰۱۲ خود («رونق‌های وام منتهی به رکود شد»، نقدنامه اقتصادی آمریکا) آن‌ها نشان دادند که وام‌ها در ۲۰۰۸ میلادی نه تنها به یک سطح بی‌پیشینه در اقتصادهای پیشرفته افزایش یافته‌اند، بلکه در تمام تاریخ مدرن، نرخ‌های افزایش وام یکی از پیش‌بینی کننده‌های بحران‌های مالی بوده‌اند. وی در همکاری با جوردا، نشان دادند که رونق‌های شدیدتر در مقدار وام‌ها منتج به کسادی‌های درازمدت تر و دردناکتر می‌شود و با فرض ثابت بودن سایر عوامل، رویه‌ای که در کسادی‌های عمیق پسا ۲۰۰۸ هم‌واره وجود داشت، در بیشتر اقتصادهای پیشرفته دیده شده‌است.